# Уллубийаул
Уллубийау́л (кум. Бойнакъ/Уллу Бойнакъ; до 1927 года — Бойнак) — село в Карабудахкентском районе, Республики Дагестан. Образует муниципальное образование село Уллубийаул со статусом сельского поселения как единственный населённый пункт в его составе. В прошлом один из крупнейших городов Северного Кавказа. Столица одноименного кумыкского Бойнакского бийлика.

## Название
Старинное кумыкское название села — Бойнак, что в переводе с тюркских языков означает «горный перевал». При появлении отсёлка стало называться Уллу Бойнак (большой Буйнак). Известны указания населённого пункта на европейских карта с XVI. В русских исторических и художественных источниках фигурирует как Буйнак, Буйнаки.
Селение переименовано в 1927 году в честь революционера Уллубия Буйнакского, местного уроженца. В честь Уллубия также была переименована Темир-Хан-Шура, которая стала называться Буйнакском.

## Географическое положение
Расположено в 13 км северо-западнее города Избербаш, у подножья хребта Агашбулак.

## История
Селение являлось центром Бойнакского бийлика, входившего в Шамхальство Тарковское. В селении по традиции проживали и правили наследные принцы Тарковского шамхальства — крым-шаухалы (по-другому ярым-шамхалы).
Правители Уллу-Бойнака имели столь значительную степень самостоятельности, что напрямую вели дипломатические переговоры с правителями России и Ирана. Известно, что в 1568 году местный крым-шамхал отправил слона в подарок Ивану Грозному. В 1639 году жители села напали на польское посольство и в ходе стычки убили посла Речи Посполитой в Иране.
Бойнакский князь Умалат-бек являлся предводителем кумыков и части аварцев на первом этапе Кавказской войны, став героем одноимённой повести А. А. Бестужева-Марлинского.
Во второй половине XIX в. в селении жило две ветви князей Тарковских — потомки Шахвали Махтиевича Тарковского и вышеназванного Умалат-бека — Буйнакские, к роду которого принадлежал и известный революционер Уллубий Буйнакский.

## Археология
Вблизи села расположено громадное Урцекское (Буйнакское) городище, отождествляемое со столицей Кавказской Гуннии городом Варачан. Селение возникло в кыпчакский период (XI—XIII вв.), как поселение тюркского рода Бойнак.

## Население
| 1869  | 1888  | 1895  | 1926  | 1939  | 1959  | 1970  |
| ----- | ----- | ----- | ----- | ----- | ----- | ----- |
| 1384  | ↗2084 | ↗2178 | ↘1246 | ↘975  | ↗1422 | ↗1769 |
| 1989  | 2002  | 2010  | 2012  | 2013  | 2014  | 2015  |
| ↗2118 | ↗3423 | ↗3666 | ↗3743 | ↗3797 | ↗3905 | ↗3987 |
| 2016  | 2017  | 2018  | 2019  | 2020  | 2021  | 2023  |
| ↗4045 | ↗4114 | ↗4200 | ↗4267 | ↗4338 | ↗4820 | ↗4922 |
| 2024  | 2025  |       |       |       |       |       |
| ↗4941 | ↗4976 |       |       |       |       |       |

Национальный состав
По данным Всероссийской переписи населения 2021 года:
| №        | Национальность | Численность, чел. | Доля    |
| -------- | -------------- | ----------------- | ------- |
| 1        | кумыки         | 4 807             | 99,73 % |
| 1.000001 | не указавшие   | 1                 | 0,2 %   |
| 1.000002 | прочие         | 12                | 0,24 %  |
| 1.000003 | всего          | 4 820             | 100 %   |

## Достопримечательности
- Дом-музей У. Буйнакского.
- Здание мечети начала XX в., воздвигнутое на средства Зубаир-Бека Тарковского. Зубайр также передал мечети экземпляр Курана с надписью:[37]Эту книгу я, Зубаир-бек хаджи Тарковский сын Шах-Валия Тарковского, передаю в дар жума-мечети Большого Бойнака.Мечеть начала XX в.

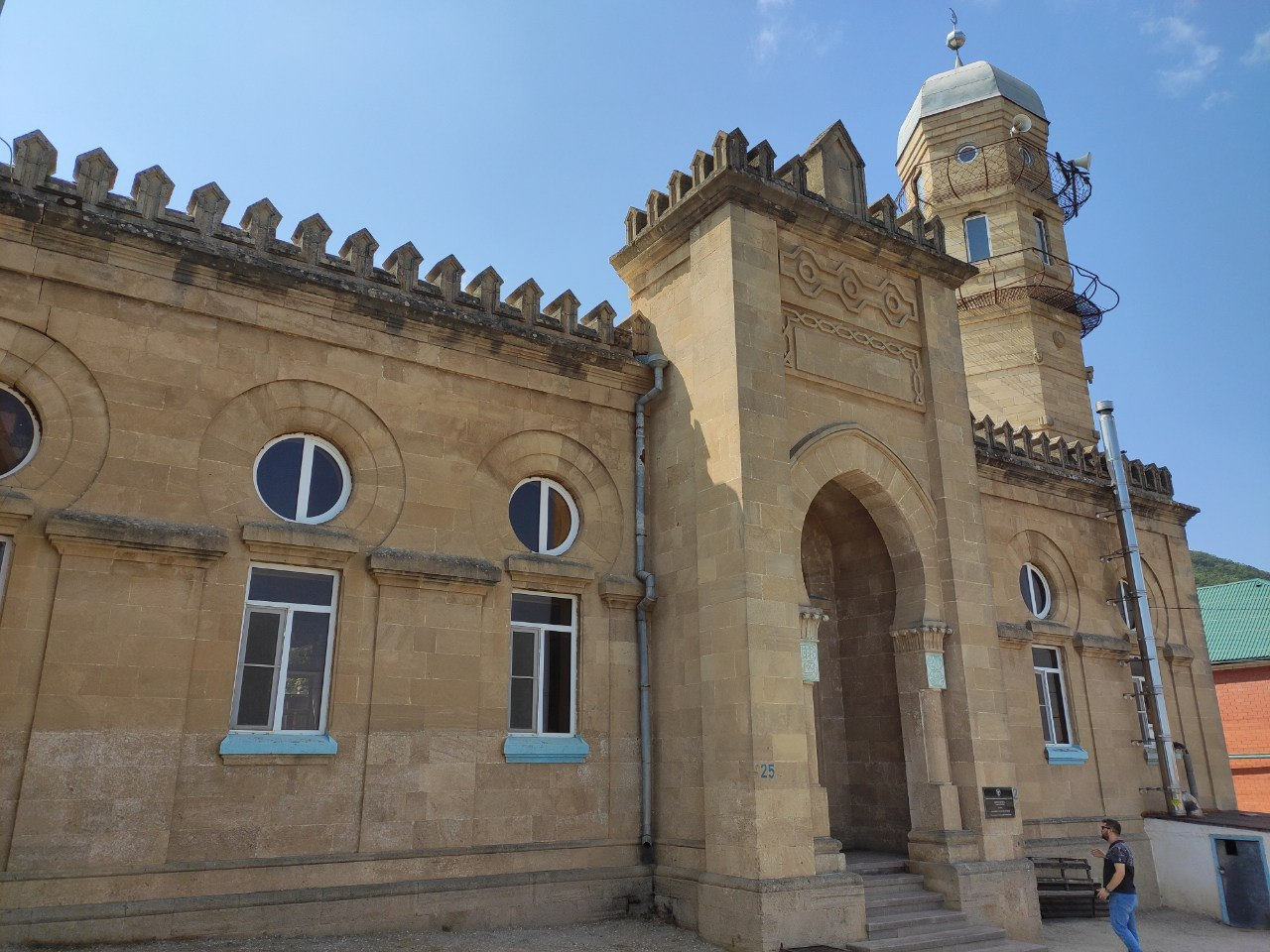
Мечеть начала XX в.

## Известные уроженцы
- Аммалат-Бек — предводитель повстанцев в Кавказской войне.
- У. Д. Буйнакский — революционный деятель Дагестана.
- З. А. Гаджиева — Герой Социалистической Труда.
- А. А. Ширавов — участник Великой Отечественной войны, полный кавалер Ордена Славы.

З.К. Умаев,герой России

## Хозяйство
Крупный виноградарческий совхоз «Буйнакский», комплекс теплиц и т.д.
Выращивают, арбузы, помидоры, огурцы и т.д.